# Aleksandr Afinoguénov
Aleksandr Afinoguénov   (Skopin, 22 de març de 1904 (Julià) - Moscou, 29 d'octubre de 1941), nom complet amb patronímic Aleksandr Nikolàievitx Afinoguénov, rus: Алекса́ндр Никола́евич Афиноге́нов, fou un escriptor rus de la era soviètica.
Fill d'una família camperola, va viure a Moscou des del triomf de la revolució bolxevic i va poder estudiar art dramàtic i literatura a la universitat, sent després emprat a les instàncies culturals del govern soviètic. El 1929 va ser nomenat per Stalin director del Teatre Central, on va programar obres de clàssics russos que de vegades va dirigir ell mateix.
Vinculat a l'ortodòxia cultural estalinista, el 1930 va estrenar la seva primera obra teatral, titulada Почему, un cant a la participació obrera en la construcció del socialisme. El 1931 va escriure la novel·la Ivan Borozov, la història d'un pagès que s'ha d'acomodar a la vida industrial, un tema molt representatiu d'aquella època.
Altres obres teatrals seves foren: далеко (Lluny), Мужчины завтрашнего дня (Els homes del demà) i Красный рассвет (L'albada roja), sempre en la mateixa línia d'exaltació del comunisme. El 1936 va estrenar Здравствуй, Испания! (¡Salut, Espanya!), un homenatge als combatents que a Espanya lluitaven contra la revolta militar. El 1937 va viatjar a Espanya i França, ia París va mantenir entrevistes amb representants de la cultura francesa per procedir a intercanvis.
El va sorprendre la mort prematurament després d'una malaltia ràpida.
Soljenitsin es va referir diverses vegades a Afinoguénov com a perfecte prototip de l'intel·lectual generat per l'estalinisme.